# أندي عباد
أندي عباد (بالإنجليزية: Andy Abad) هو لاعب كرة قاعدة أمريكي، ولد في 25 أغسطس 1972 في ويست بالم بيتش في الولايات المتحدة.

## وصلات خارجية
- أندي عباد على موقع دوري كرة القاعدة الرئيسي (الإنجليزية)
- أندي عباد على موقع الدوري الياباني لكرة القاعدة (الإنجليزية)
- أندي عباد على موقعبيزبول رفرنس.كوم (الدوري الرئيسي) (الإنجليزية)
- أندي عباد على موقعبيزبول رفرنس.كوم (الدوري الثانوي) (الإنجليزية)
- أندي عباد على موقع إي إس بي إن.كوم (أم.أل.بي) (الإنجليزية)
- أندي عباد على موقع مشجعي الرسوم البيانية (الإنجليزية)